# Elizabeth Pulman
Elizabeth Pulman nata Elizabeth Chadd, conosciuta anche come Elizabeth Blackman (Lymm, 1º agosto 1836 – Auckland, 3 febbraio 1900) è stata una fotografa neozelandese, di origini britanniche, prima donna professionista della Nuova Zelanda.

## Biografia
Figlia di William, muratore, e di Mary Clayton. Nel 1859 sposò George Pulman, vedovo con due figli, con cui si trasferì a Manchester. La coppia ebbe una figlia. La famiglia decise di partire per la Nuova Zelanda nel 1861, non ne conosciamo i motivi. In seguito ebbero altri cinque figli.
Dopo aver lavorato come disegnatore, nel 1967 George e la moglie aprirono uno studio fotografico ad Auckland e quattro anni dopo rimase vedova, perciò condusse da sola l'atelier ed, inoltre, crescendo ben nove figli.
Nel 1975 sposò lo scrittore vedovo John Blackman, anch'egli di origini inglesi, da cui ebbe un figlio ma nel 1893 rimase vedova per la seconda volta.
Per quasi 30 anni, cioè fino a quando lo studio fu venduto poco prima della sua morte, portò avanti l'atelier che incontrò il successo dei concittadini e fu aiutata dal figlio Frederick, ma solo quando fu abbastanza grande. Raramente venne ricordata come Pulman, più frequentemente era per la gente che incontrava la signora Blackman.

## La fotografia di Elizabeth Pulman
L'importanza del suo lavoro è stata quella di aver ritratto la tribù Maori, compresa quello del capo Paul Paora Tuhaere, del re Tāwhiao, di sua figlia e della sua seconda moglie. Pulman aveva un rispetto molto profondo per la cultura del popolo Maori, possiamo infatti affermare che essa traspare dai suoi ritratti, che si distinguono per i loro intricati dettagli ed evidenziano la maestria della fotografa nelle tecniche di luce e ombra.

Le sue immagini consentono di capire la realtà della tribù indigena Ngati Maniapoto, celebrando tradizioni e stile di abbigliamento. Pulman fu una dei pochissimi "stranieri" accolti dalle tribù dell'isola del Nord che compone la Nuova Zelanda.

Le sue immagini rappresentano anche una importante testimonianza di fotografia in cui le popolazioni locali, come era in uso, non vengono rappresentate come selvaggi, ma come persone nei loro costumi tradizionali che, probabilmente senza il lavoro di Pulman, sarebbe andato perso per sempre.
Le sue immagini sono conservate presso la Biblioteca Nazionale della Nuova Zelanda.

## Galleria d'immagini

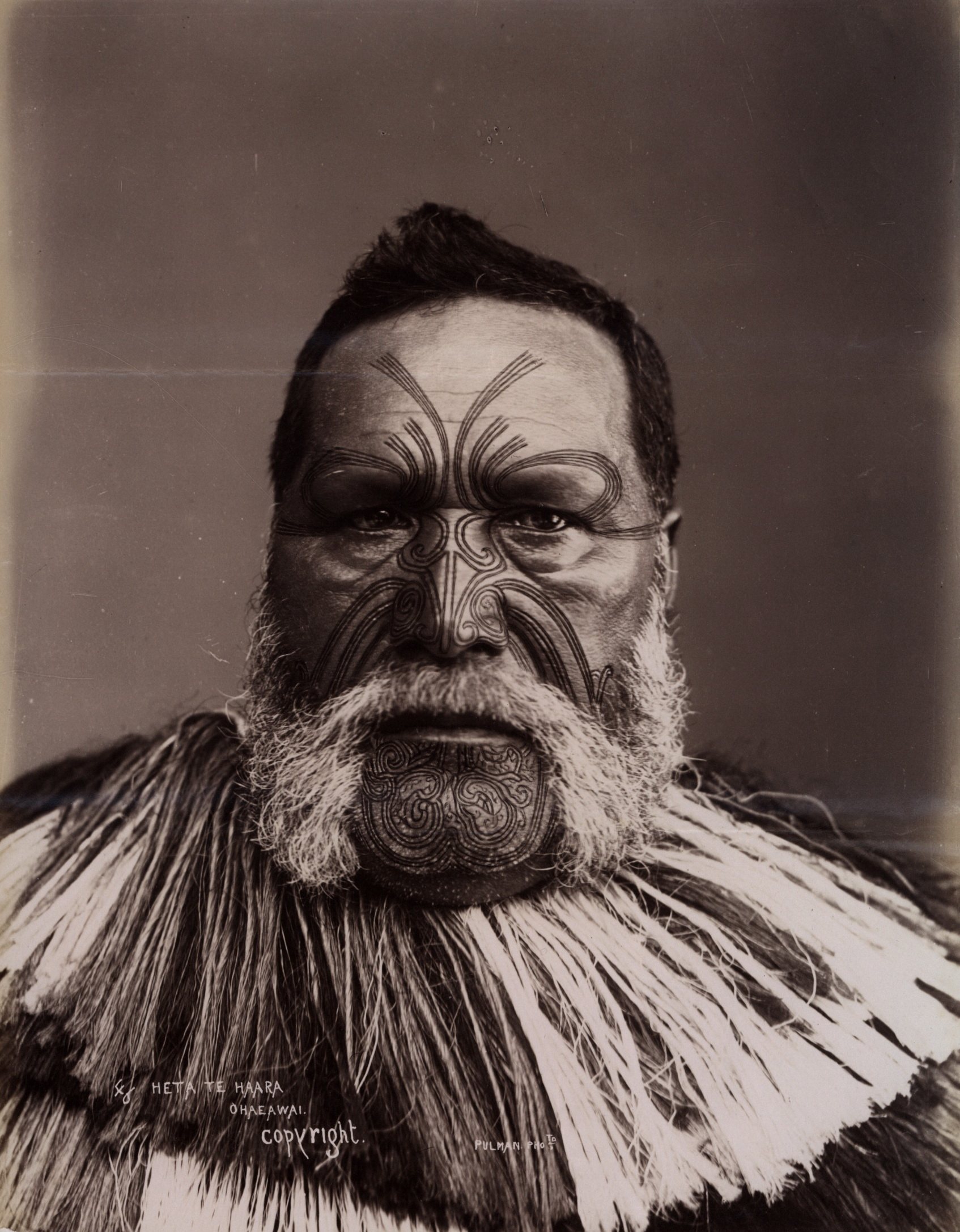
Heta Te Haara, una delle prime foto di Pulman
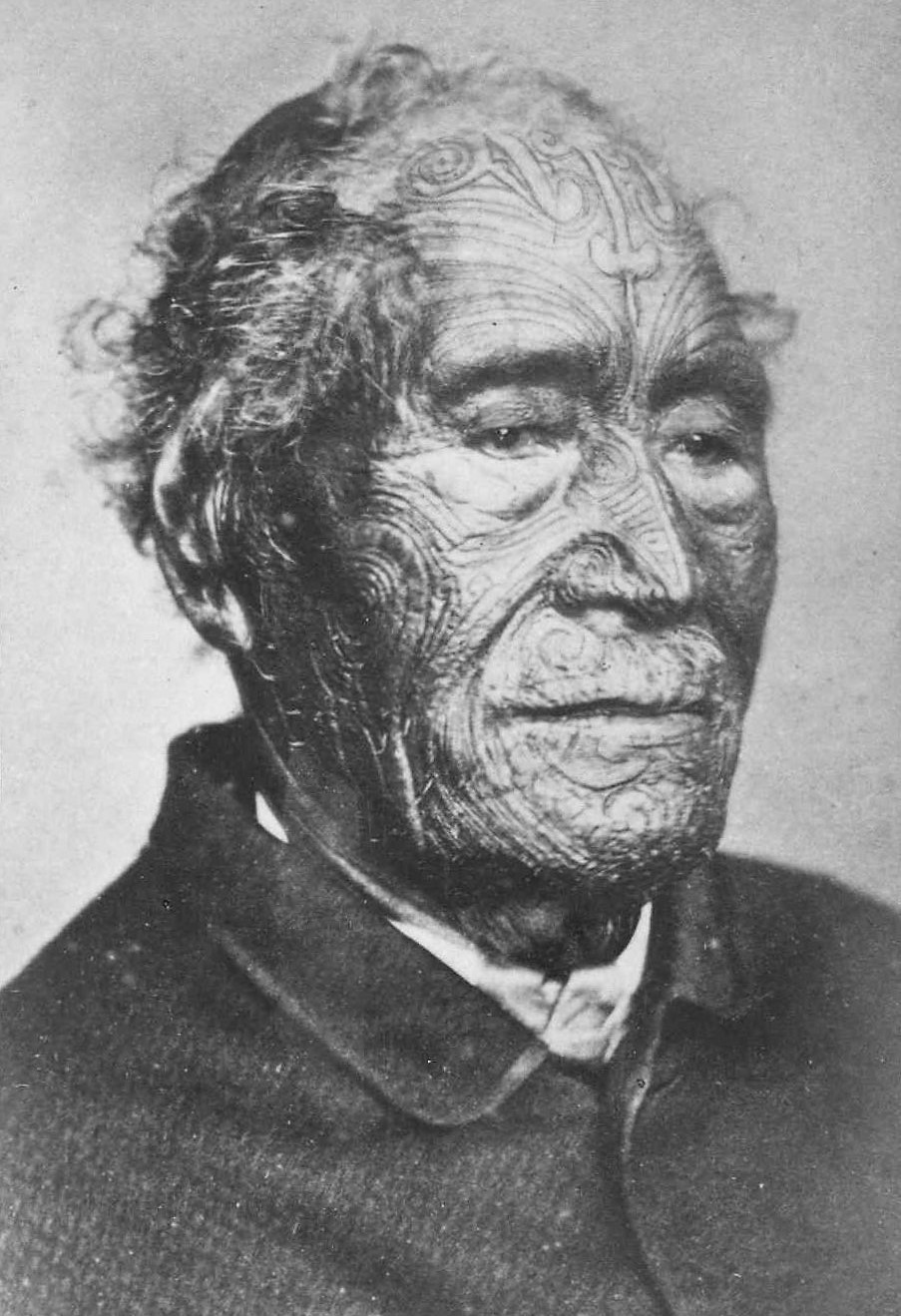
Capo Maori Tāmati Wāka Nene (1780-1871)
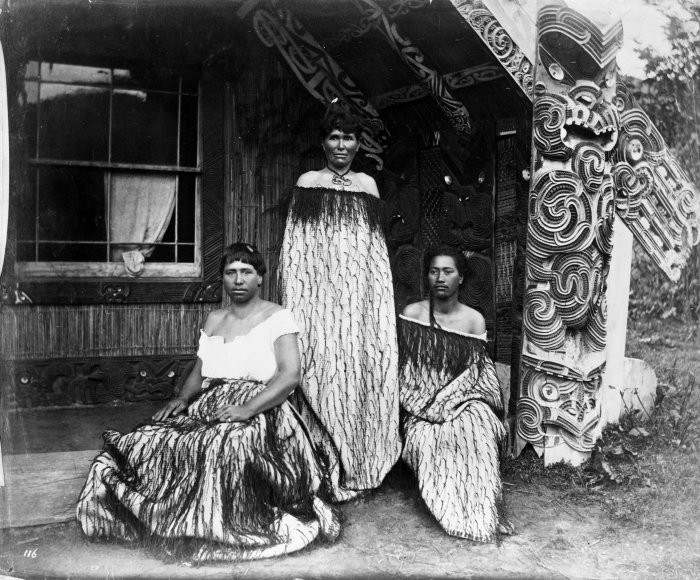
Guide turistiche, tra il 1861 e il 1881
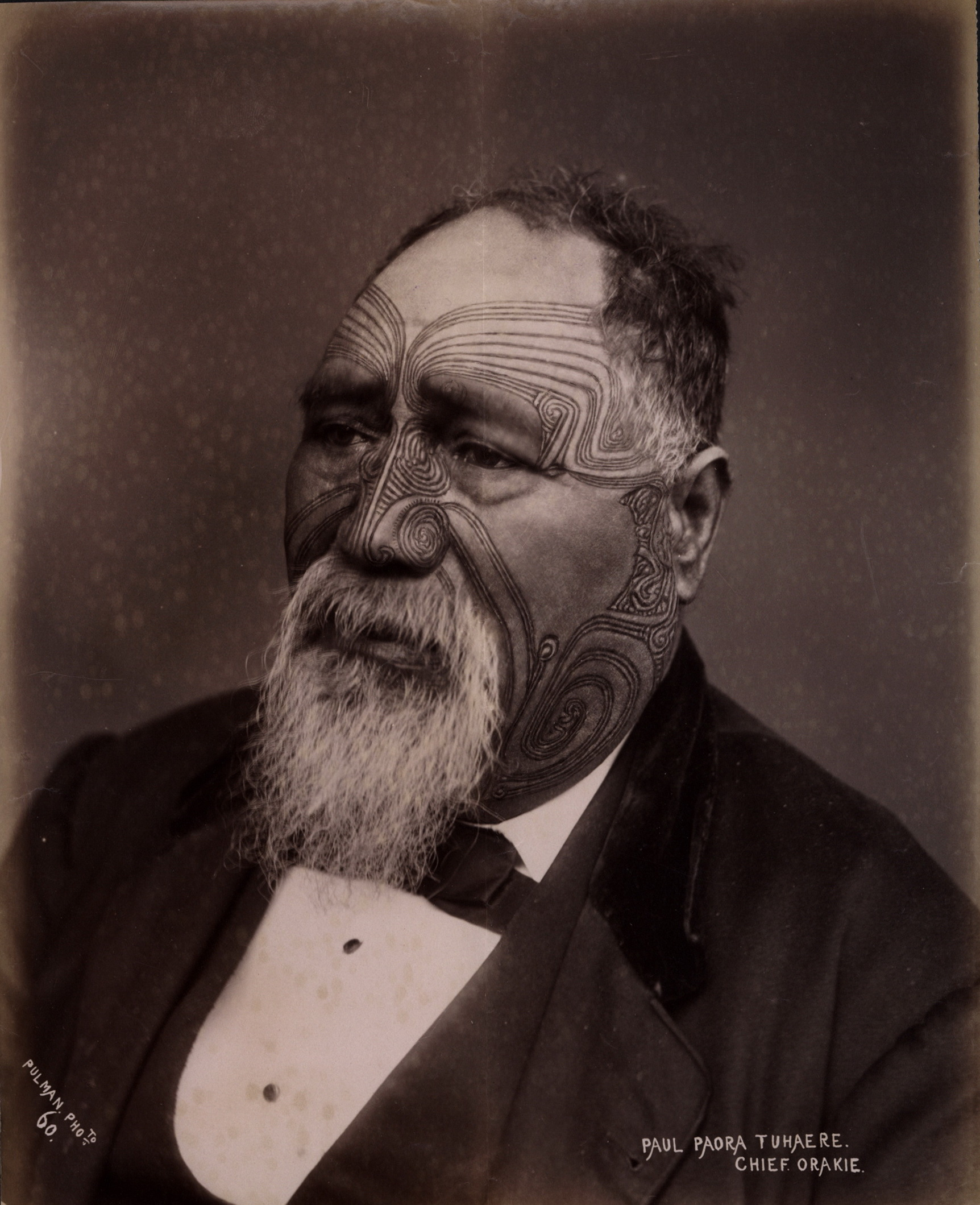
Capo Orakei Paul Paora Tuhaere, tra il 1867 e il 1887
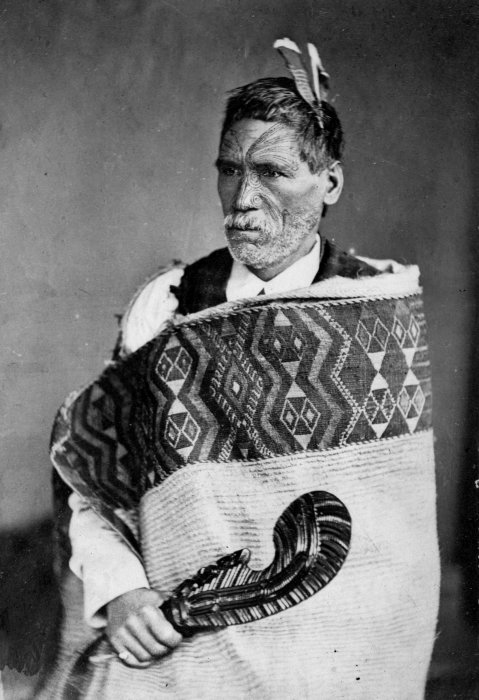
Rewi Manga Maniapoto, 1879